# Tracy Chapman
Tracy Chapman (Cleveland, Ohio, 30 de març de 1964) és una cantautora estatunidenca guanyadora de quatre premis Grammy i coneguda per l'èxit de cançons com Fast Car, Talkin' Bout a Revolution, Baby Can I Hold You i Give Me One Reason.

## Biografia
Tracy Chapman va ser criada per la seva mare a Cleveland en un ambient baptista. Malgrat no tenir gaires diners, la seva mare va reconèixer l'amor de Tracy per la música i li va comprar un ukulele quan aquesta tenia tres anys. Tracy va començar a compondre i tocar cançons a la guitarra a l'edat de vuit anys.
Tracy va ser ràpidament acceptada en el programa "A Better Chance", que li va permetre assistir a la Wooster School de Connecticut; posteriorment va anar a la Tufts University, on es va graduar en Antropologia i Estudis africans. El maig de 2004, aquesta li va concedir el doctorat honoris causa de les Belles Arts per les seves contribucions com a música conscienciada i compromesa tant socialment com artísticament.
A mitjans de la dècada del 1990 Tracy va mantenir una relació amb l'escriptora Alice Walker.
Tracy sovint actua i assisteix a esdeveniments benèfics, com "Make Poverty History", "amfAR" i "AIDS/LifeCycle". Actualment viu a San Francisco, i manté una forta separació entre la seva vida personal i la professional. "Tinc una vida pública, que és la meva vida laboral, i tinc la meva vida personal", assegura. "D'alguna manera, la decisió de mantenir separades les dues coses té a veure amb la feina que faig."
El juliol de 2010 es va fer pública la seva relació amb l'actriu Guinevere Turner (Go Fish, Chasing Amy, American Psycho, The L Word) i que planejaven anar a viure juntes.

## Carrera professional
Durant la universitat, Tracy va començar a actuar al carrer a Harvard Square i a tocar la guitarra al Club Passim i en altres cafeteries de Cambridge (Massachusetts). Brian Koppelman, també estudiant de la Tufts University, va sentir-la tocar i va presentar-la al seu pare, Charles Koppelman, que va fitxar-la el 1986 per a la seva discogràfica SBK Publishing. L'any següent, i ja graduada, aquest va ajudar-la a signar un contracte amb Elektra Records.
A Elektra va llançar el disc Tracy Chapman (1988). L'àlbum va ser aclamat per la crítica, i va començar a fer gires i a tenir fans. Poc després va actuar al concert homenatge pel 70è aniversari de Nelson Mandela, el juny del mateix any, que va ser retransmès per televisió. La cançó Fast Car va començar a ascendir en les llistes d'èxits dels Estats Units, per arribar, fins i tot, al número 6 de temes pop en el Billboard Hot 100. Talkin' bout a Revolution, la següent cançó, va arribar al número 75, i Baby Can I Hold You al número 48. L'àlbum va tenir bones vendes, va ser multiplatí i va guanyar tres premis Grammy, incloent un títol honorífic al millor nou artista. El mateix any Tracy va actuar en la gira mundial d'Amnistia Internacional Human Rights Now! Segons el web de VH1, "el seu àlbum va ajudar a conduir en l'era de la correcció política: juntament amb 10.000 Maniacs i REM, la política liberal de Chapman va resultar enormement influent en els campus universitaris estatunidencs a finals dels anys 80."
El seu següent àlbum, Crossroads (1989), malgrat ser menys exitós a nivell comercial, també va arribar a platí. Amb el tercer disc, Matters of the Heart (1992), Chapman ja només tocava per a petits públics, però el quart, New Beginning (1995), va tornar a ser un èxit i va vendre més de tres milions de còpies als Estats Units. L'àlbum incloïa el single Give Me One Reason, que va obtenir el Grammy a la millor cançó rock de 1997, i va arribar a ser número 3 al Billboard Hot 100. Va seguir-lo el disc Telling Stories (2000), amb un so més rock que no pas folk; el seu single homònim va tenir molta difusió a les emissores de ràdio europees i a les Adult Alternative i Hot AC estatunidenques. El 2003 va fer una gira per Europa i els Estats Units per promoure el seu sisè àlbum, Let It Rain (2002).
Where You Live, el setè àlbum d'estudi de Chapman, va sortir al mercat el setembre de 2005, seguit el mes següent d'una curta gira en grans ciutats estatunidenques per tal de publicitar-lo i posteriorment per Europa el que quedava d'any. La gira va continuar el 2006 amb concerts a Alemanya, Itàlia, França, Suècia, Finlàndia, Noruega, Regne Unit, Rússia, etc. El 5 de juny va actuar a la 5a Gala of Jazz al Lincoln Center de Nova York, i en una sessió a la conferència TED (Technology Entertainment Design) a Monterey (Califòrnia).
Tracy va compondre la música original per la producció de l'American Conservatory Theater Blood Knot, d'Athol Fugard, una aclamada obra sobre l'apartheid a Sud-àfrica representada a principis de 2008.
L'11 de novembre de 2008, Atlantic Records va llançar el seu vuitè àlbum, Our Bright Future, que va anar seguit per la gira en solitari que va fer per Europa; posteriorment va continuar-la en algunes ciutats dels Estats Units l'estiu de 2009, acompanyada per Joe Gore a la guitarra, Patrick Warren als teclats i Dawn Richardson a la percussió.

## Discografia
Àlbums d'estudi
- 1988 - Tracy Chapman
- 1989 - Crossroads
- 1992 - Matters of the Heart
- 1995 - New Beginning
- 2000 - Telling Stories
- 2002 - Let It Rain
- 2005 - Where You Live
- 2008 - Our Bright Future

Recopilacions
- 2001 - Collection

Col·laboracions
Duets:

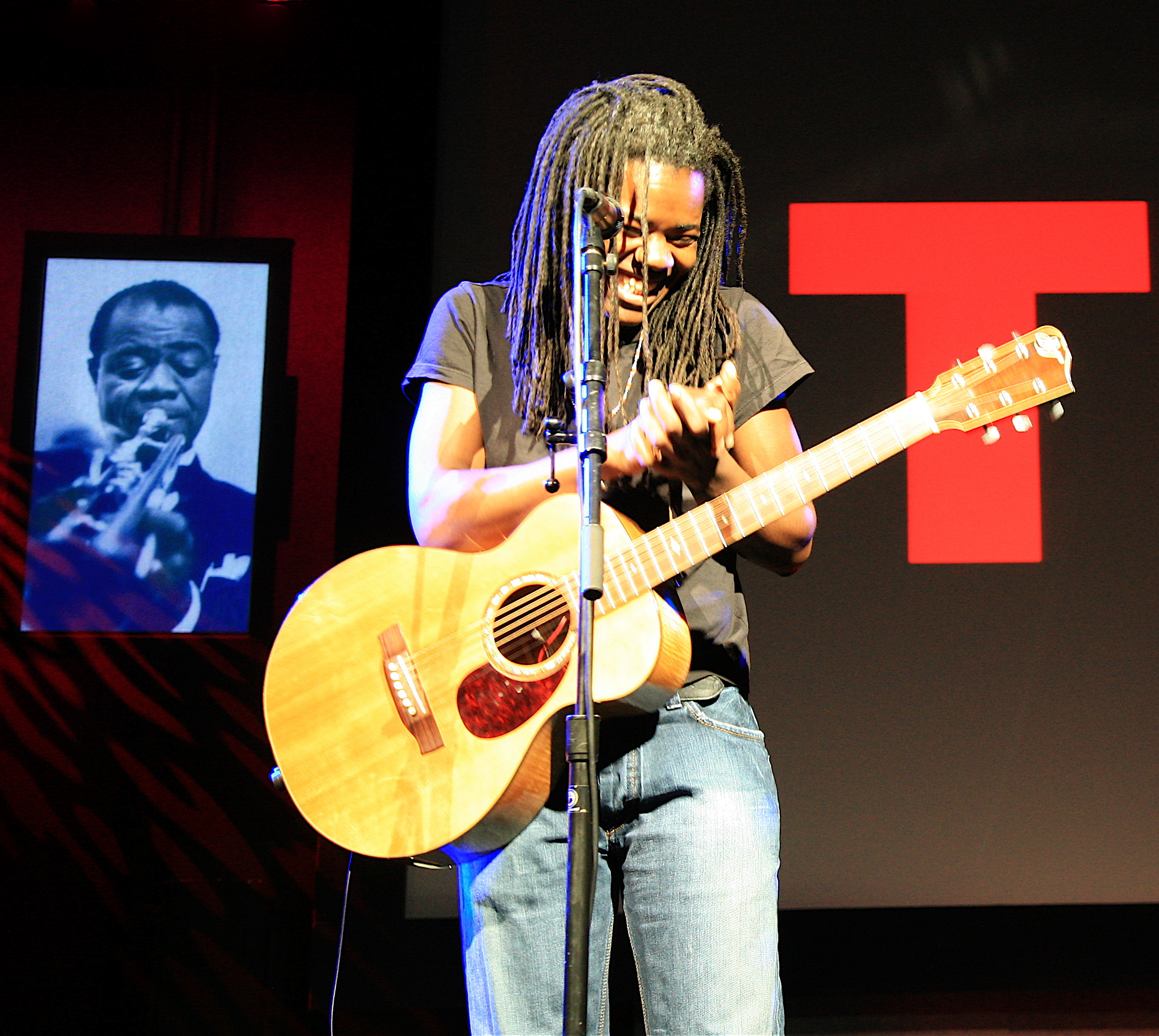
Tracy Chapman a la conferència TED celebrada a Monterey (Califòrnia) el 2007

- "The Thrill Is Gone" amb B.B. King, de l'àlbum Deuces Wild
- "Give Me One Reason" amb Eric Clapton, de l'àlbum A Very Special Christmas Live
- "Baby Can I Hold You" amb Luciano Pavarotti, de l'àlbum/DVD Pavarotti and Friends for Cambodia and Tibet
- "Ain't No Sunshine" amb Buddy Guy, de l'àlbum Bring 'Em In
- "Trench Town Rock" amb Stephen i Ziggy Marley a l'All Star Tribute a Bob Marley One Love
- "The Maker" amb Dave Matthews el 21 d'octubre de 2001, al Bridge School Benefit

Versions:
- "The House of the Rising Sun" - Rubáiyát (LP)
- "The Times They Are A Changin" - Celebració del 30è aniversari de Bob Dylan (LP)
- "O' Holy Night" - A Very Special Christmas 3 (LP) i A Very Special Christmas Live (LP)
- "Three Little Birds" - En viu a l'All Star Tribute a Bob Marley One Love
- "Get Up Stand Up" - de Bob Marley interpretada al CD2 de Let It Rain tour edition (LP)
- "Stand By Me" - de Ben E. King on the XM Hear Music Radio Sessions Volume 1 (LP)
- "Sorry (Baby Can I Hold You?)" - Foxy Brown
- "Baby Can I Hold You?" - interpretada per Boyzone
- "Talkin' Bout a Revolution" - Reel Big Fish, Our Live Album Is Better Than Your Live Album, Disc 1, 2006
- "The Promise" - Steve Coleman, "Not Making Much Sense" 2005
- "Talkin' Bout a Revolution" - Playing for Change, Songs Around The World, 2009

## Guardons
Premis
- 1989: Grammy al millor nou artista[20]